# 타카하시 히토미
타카하시 히토미(高橋 瞳, 1989년 4월 8일 ~)는 일본의 여성 가수이다. 미야기현 시오가마시에서 태어났으며, 소속사는 스타더스트 프로모션이다.

## 음반 목록

### 싱글
1. 보쿠타치노 유쿠에 (2005년 4월 13일)
2. evergreen (2005년 8월 10일)
3. 아오조라노 나미다 (2005년 11월 30일)
4. 커뮤니케이션 (2006년 7월 12일)
5. 코·모·레·비 (2006년 11월 1일)
6. 캔디 라인 (2007년 3월 7일)
7. JET BOY JET GIRL (2007년 8월 1일)
8. 츠요쿠나레 (2007년 9월 12일)
9. 와타시노 마치, 아시타노 마치 (2008년 6월 4일)
10. 워 아이 니 (2009년 9월 9일) 다카하시 히토미×비트 크루세이더
11. 코이스루피에로티 (2010년 7월 21일)
12. music (2011년 2월 23일)

### 앨범
1. sympathy (2006년 3월 1일)
2. bamboo collage (2007년 10월 24일)